# Rugby à XIII au Kenya
Le rugby à XIII est un sport qu'on a tenté d’introduire au Kenya dès les années 1990.
Une destination qui n'est pas due au hasard, puisqu'un nombre certain de joueurs évoluant, notamment, dans le championnat britannique de rugby à XIII, sont originaires de ce pays. On cite ainsi l'exemple de l'ancien joueur des Widnes Viking :  Lucas Onyango ou de Frank Kiirinya , un joueur formé au rugby à XV au Kenya, qui rejoint la Norvège et son équipe nationale.
C'est sous l'impulsion d'anciens joueurs comme Eddie Rombo et d'expatriés comme les époux Jamieson que les tentatives les plus sérieuses d'installation du sport dans le pays ont lieu :  d'abord en 2000 puis en 2013.
La dernière en 2013 débouchant même sur la création d'une équipe nationale, qui bat l'Italie le 25 mars 2014 sur le score de 34 à 24.
Fin des années 2010, le développement du rugby à XIII dans le pays semble gelé. Le pays ne semble survivre dans l'esprit des observateurs qu'à travers ses heritage players dans le championnat anglais, ou la participation de joueurs kényans à l'équipe régionale africaine (Africa United), qui dispute des matchs de galas ou le Championnat des nations émergentes.

## Histoire
On attribue la première tentative d'introduction du rugby à XIII à Edward Rombo, un ancien joueur de Leeds des années 1990. Celui -ci met en place des actions de formation à destination des  jeunes en 2000 et tente de créer un championnat. Mais ses efforts n'aboutissent pas et lui-même rejoint la fédération à XV quelques années après. 
Il faudra attendre le début des années 2010 pour qu'une seconde tentative ait lieu. À l'occasion de la venue de l'équipe d'Italie de rugby à XIII, un test match est organisé et un accord, préparé l'année auparavant,  est même signé avec la fédération italienne pour créer une « Académie» de rugby à XIII dans le pays. Mais cet accord ne semble pas s'être traduit sur le terrain et fin des années 2010, le rugby à XV semble le seul sport pratiqué dans cette nation africaine.

## Équipe nationale
Lors de son unique test-match, le Kenya rencontre l'équipe Italienne à Watumu le 25 mars 2014. Il bat les Italiens sur le score de 34 à 24. Deux joueurs, Otieno et  Shibadu marquent deux essais à cette occasion, les autres étant marqués par  Hassam, Mose et Kisaka. Un responsable de la NRL rend hommage à la sélection nationale qui, pour lui, est une « grande formation en croissance sur le plan tactique et technique ».

## Vidéographie
- Le test match de 2014 (reportage à la télévision kényane)